# The Greatest Movie Ever Sold
The Greatest Movie Ever Sold är en amerikansk dokumentärfilm från 2011 regisserad av Morgan Spurlock. Filmen handlar om och är finansierad genom produktplacering.